# Damien: Omen II
Damien: Omen II é um filme de terror norte-americano de 1978 dirigido por Don Taylor e estrelado por William Holden, Lee Grant, e Jonathan Scott-Taylor.

## Resumo
Lançado em 1978, a sequência se passa sete anos após os acontecimentos do original. Um prólogo, entretanto, ocorre cronologicamente poucos dias após o final do primeiro filme. Bugenhagen, ao saber da morte de Robert Thorn, pretende avisar o novo responsável de Damien, que é Richard Thorn, irmão de Robert e dono de uma empresa de alimentícios. Como não tem condições de viajar até os EUA, Bugenhagen pede à seu amigo Michael Morgan levar uma carta esclarecedora dele à Richard, de quem Michael também é amigo. Como Michael se mostra incrédulo, Bugenhagen leva-o até as ruínas de um muro onde uma pintura identificada como o Anticristo tem o rosto idêntico ao de Damien. Ao chegarem no local, entretanto, acabam morrendo soterrados com o desabamento das ruínas, provocado por Satã.
Sete anos depois, Damien (Jonathan Scott-Taylor), agora um adolescente prestes a completar 13 anos de idade, vive com seu tio Richard (William Holden), seu primo Mark (filho do primeiro casamento de Richard), que possui mesma idade, e Ann, a segunda esposa de Richard. Aos poucos, pessoas que desconfiam ou sabem da real identidade do Anticristo procuram revelar tudo à Richard, como sua mãe, Marion; a arqueóloga Joan Hart, assistente de Bugenhagen; e o doutor Kane, que descobre a peculiar estrutura celular de Damien - similar à de um chacal. Entretanto, todos estes, além de outros, acabam mortos nas mãos de animais e outras pessoas, aliadas de Satã: um corvo maligno; Paul Buher, alto funcionário da empresa Thorn; e Daniel Neff, sargento da escola militar em que Damien e Mark estudam. É Neff quem revela à Damien a real natureza que ele tem. Num primeiro momento, o garoto se desespera; mas, depois, aceita seu destino.
Charles Warren, outro alto funcionário das empresas Thorn, entretanto, descobre a verdade por trás de Damien após examinar a carta de Bugenhagen e o muro que mostra o garoto como o Anticristo. Charles conta tudo à Richard, que não consegue acreditar. Mark acaba escutando tudo e, acreditando, foge de seu primo. Damien assume à Mark a sua real identidade e lhe pede diversas vezes que se junte a ele, pois o ama como um irmão. Mark recusa, e Damien, arrasado, não vê outra alternativa senão matá-lo, utilizando seus poderes para provocar um aneurisma nele. 
Richard é chamado por Charles para ver o muro que contém o rosto de Damien. Ao constatar isso, para logo depois ver Charles morrer empalado entre dois vagões de trem, o empresário passa a acreditar que seu sobrinho é realmente o filho do demônio. Richard conta tudo à sua esposa, Ann, que reluta em aceitar a história e impede que seu marido pegue as adagas sagradas - guardadas na sala onde Charles descobriu a carta de Bugenhagen. Ao ordenar que sua esposa lhe entregue as adagas, Richard acaba apunhalado com duas delas por Ann, que lhe revela ser outra serva de Damien, que presencia a cena. Ann, entretanto, acaba morta na explosão que o garoto provoca no local.

## Elenco
- William Holden como Richard Thorn
- Lee Grant como Ann Thorn
- Robert Foxworth como Paul Buher
- Lew Ayres como Bill Atherton
- Sylvia Sidney como Aunt Marion
- Jonathan Scott-Taylor como Damien Thorn
- Nicholas Pryor como Dr. Charles Warren
- Lance Henriksen como Sergeant Daniel Neff
- Elizabeth Shephard como Joan Hart
- Lucas Donat como  Mark Thorn
- Allan Arbus como David Pasarian
- Fritz Ford como Murray
- Meshach Taylor como Dr. Kane
- Leo McKern como Carl Bugenhagen
- Ian Hendry como Michael Morgan

## Trilha sonora
1. Main Title (5:03)
2. Runaway Train (2:38)
3. Claws (3:14)
4. Thoughtful Night (3:05)
5. Broken Ice (2:19)
6. Fallen Temple (2:55)
7. I Love You, Mark (4:37)
8. Shafted (3:00)
9. The Knife (3:21)
10. End Title (All The Power) (3:24)
11. Main Title (2:03)
12. Face of the Antichrist (2:20)
13. Fallen Temple (1:33)
14. Aunt Marion's Visitor (:36)
15. Another Thorn (1:18)
16. A Ravenous Killing (3:07)
17. Snowmobiles (1:11)
18. Broken Ice (2:21)
19. Number of the Beast (1:33)
20. Shafted (3:00)
21. The Daggers (1:56)
22. Thoughtful Night (2:36)
23. I Love You, Mark (4:12)
24. Runaway Train (1:10)
25. The Boy Has To Die (1:24)
26. All The Power and End Title (3:14)